# Kanchanadit
Kanchanadit (em tailandês: อำเภอกาญจนดิษฐ์) é um distrito da província de Surat Thani, no sul da Tailândia. É um dos 19 distritos que compõem a província. Sua população, de acordo com dados de 2012, era de 103 240 habitantes, sendo o distrito mais populoso da província. Sua área territorial é de 879 km².